# طال فريدمان
طال فريدمان (بالعبرية: טל פרידמן‏) هو موسيقي وممثل إسرائيلي، ولد في 20 ديسمبر 1963 في كريات آتا في إسرائيل.

## وصلات خارجية
- طال فريدمان على موقع IMDb (الإنجليزية)
- طال فريدمان على موقع ألو سيني (الفرنسية)
- طال فريدمان على موقع كينوبويسك (الروسية)